# 31-XX
Classificazione delle ricerche matematiche: sezioni di livello 1

00-XX 01 03 05 06 08 | 11 12 13 14 15 16 17 18 19 20 22 | 26 28 30 31 32 33 34 35 37 39 40 41 42 43 44 45 46 47 49 | 
 51 52 53 54 55 57 58 | 60 62 65 68 | 70 74 76 78 | 80 81 82 83 85 86 | 90 91 92 93 94 97-XX
31-XX è la sigla della sezione primaria dello schema di classificazione
MSC dedicata alla teoria del potenziale.
La pagina presenta la struttura ad albero delle sue sottosezioni secondarie e terziarie.

## 31-XX
teoria del potenziale
{per la teoria probabilistica del potenziale, vedi 60J45}
- 31-00 opere di riferimento generale (manuali, dizionari, bibliografie ecc.)
- 31-01 esposizione didattica (libri di testo, articoli tutoriali ecc.)
- 31-02 presentazione di ricerche (monografie, articoli di rassegna)
- 31-03 opere storiche {!va assegnato almeno un altro numero di classificazione della sezione 01-XX}
- 31-04 calcolo automatico esplicito e programmi (non teoria della computazione o della programmazione)
- 31-06 atti, conferenze, collezioni ecc.

## 31Axx
teoria bidimensionale
- 31A05 funzioni armoniche, funzioni subarmoniche, funzioni superarmoniche
- 31A10 rappresentazioni integrali, operatori integrali, metodi delle equazioni integrali
- 31A15 potenziali e capacità, misura armonica, lunghezza estremale [vedi anche 30C85]
- 31A20 comportamento al bordo (teoremi del tipo di Fatou ecc.)
- 31A25 valori al bordo e problemi inversi
- 31A30 funzioni ed equazioni biarmoniche e poliarmoniche, equazione di Poisson
- 31A35 connessioni con le equazioni differenziali
- 31A99 argomenti diversi dai precedenti, ma in questa sezione

## 31Bxx
teoria per la dimensione superiore
- 31B05 funzioni armoniche, funzioni subarmoniche, funzioni superarmoniche
- 31B10 rappresentazioni integrali, operatori integrali, metodi delle equazioni integrali
- 31B15 potenziali e capacità, lunghezza estremale
- 31B20 valori al bordo e problemi inversi
- 31B25 comportamento al bordo
- 31B30 equazioni e funzioni biarmoniche e poliarmoniche
- 31B35 connessioni con le equazioni differenziali
- 31B99 argomenti diversi dai precedenti, ma in questa sezione

## 31Cxx
altre generalizzazioni
- 31C05 funzioni armoniche, funzioni subarmoniche, funzioni superarmoniche
- 31C10 funzioni pluriarmoniche e funzioni plurisubarmoniche [vedi anche 32U05]
- 31C12 teoria del potenziale sulle varietà riemanniane [vedi anche 53C20] {per la teoria di Hodge, vedi 58A14}
- 31C15 potenziali e capacità
- 31C20 teoria discreta del potenziale e metodi numerici
- 31C25 spazi di Dirichlet
- 31C35 teoria del bordo di Martin [vedi anche 60J50]
- 31C40 teoria fine del potenziale
- 31C45 altre generalizzazioni (teoria non lineare del potenziale ecc.)
- 31C99 argomenti diversi dai precedenti, ma in questa sezione

## 31Dxx
teoria assiomatica del potenziale
- 31D05 teoria assiomatica del potenziale
- 31D99 argomenti diversi dai precedenti, ma in questa sezione

## 31Exx
teoria del potenziale su spazi metrici
- 31E05 teoria del potenziale  su spazi metrici
- 31E99 argomenti diversi dai precedenti, ma in questa sezione